# Ignacio de Ries
Ignacio de Ries, né vers 1612 et mort à Séville après 1661, est un peintre actif en Espagne, représentant du mouvement baroque espagnol.

## Éléments biographiques
Ignacio de Ries est le fils de Matheo de Ries et d'Ysabel de Avila ; son nom de famille indique une origine familiale en Flandre qui fait alors partie des Pays-Bas espagnols, mais son lieu de naissance est inconnu. Il est documenté à Séville pour la période de 1636 à 1661. Il fait partie en 1636 de l'atelier de Zurbarán et ses œuvres signées montrent une influence de la technique de ce dernier. En revanche, ses thèmes sont davantage inspirés de Rubens.
Il épouse en 1641 Ignacia de Encalada y Arnos, originaire de Cordoue ; leur fille, Paula María, est baptisée le 11 février 1642 dans l'église del Sagrario de Séville ; le 27 mars 1650, veuf, il épouse María de Heredia, dans cette même église.

## Œuvres

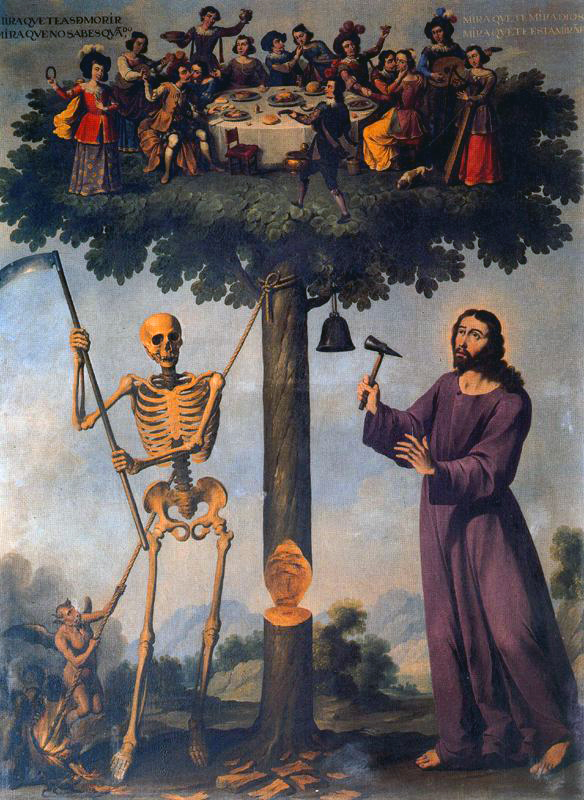
El Árbol de la Vida

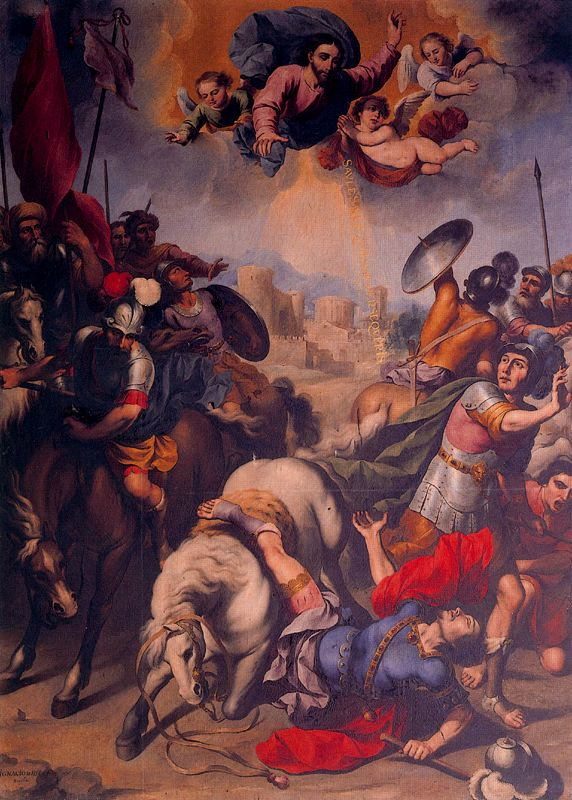
Conversion de saint Paul

- Cathédrale de Ségovie, Capilla de la Concepción (1653) : dans cette chapelle fondée en 1645 par Pedro Fernández de Miñano et Contreras, capitaine de la Flota de la Plata, pour servir de chapelle funéraire à sa famille, Ignacio de Ries a peint six tableaux :
  - L'Arbre de vie (El Árbol de la Vida), représentation allégorique qui relève du type de la vanité ou du Memento mori[4]. Le Christ est représenté avertissant de la présence de la Mort, tandis que sur la cime de l'arbre, les pécheurs continuent de boire, manger et s'amuser licencieusement.
  - Adoration des bergers.
  - La Conversion de saint Paul : ce tableau est une transposition libre de la composition de Rubens, connue en Espagne par la gravure de Schelte à Bolswert[3].
  - Le Baptême du Christ.
  - Le Couronnement de la Vierge.
  - Le roi David.
- Cathédrale de Séville, Capilla de San Antonio :
  - Saint Isidore et saint Léandre, 1650-1655[5].
  - Sainte Juste et sainte Rufine.
- Séville, église de San Ildefonso :
  - Immaculée Conception.
- Séville, église de San Bartolomé :
  - Assomption de la Vierge, 1661.

- Autres oeuvres conservées en collection publique :
  - Immaculée Conception, Séville, Musée des Beaux-Arts.
  - Saint Michel archange, huile sur toile, vers 1640, New York, Metropolitan Museum of Art[6].
  - Le roi David, huile sur toile, vers 1650, Madrid, Musée du Prado[7].
  - Un tableau représentant Fernando III el Santo, exposé à l'hôtel de ville de Séville, daté vers 1655, lui est attribué[8].

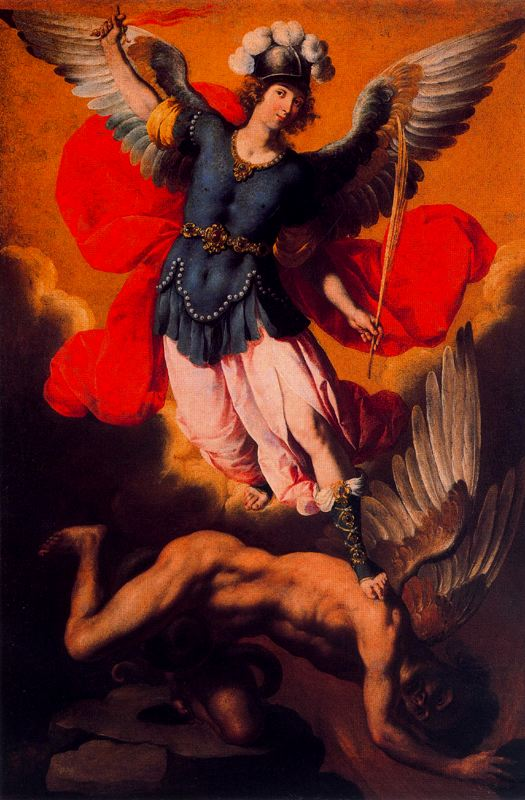
Saint Michel archange